# ФК Тодоровце
ФК Тодоровце је фудбалски клуб из Тодоровца код Лесковца.

## Историјат
Фудбалски клуб Тодоровце основан је 1. децембра 2014. године у истоименом насељу. Од наредне године, односно 2015/16. сезоне, такмичио се у Градској лиги. Током маја 2017, у склопу акције на подручју Јабланичког округа, Фудбалски савез Србије клубу је донирао спортску опрему. Лета 2018, као првак једне од група Градске лиге Лесковца, клуб је изборио пласман у Међуопштинску јабланичку лигу за сезону 2018/19.

## Тренутни састав тима

### Први тим
Од 3. октобра 2018. године.
| Бр. |        | Позиција | Играч              |
| --- | ------ | -------- | ------------------ |
| 1   | Србија | Г        | Милан Антић        |
| 2   | Србија | О        | Филип Илић         |
| 3   | Србија | О        | Стефан Тодоровић   |
| 4   | Србија | О        | Марко Гоцић        |
| 5   | Србија | О        | Марјан Ђорђевић    |
| 6   | Србија | С        | Марјан Стаменковић |
| 7   | Србија | С        | Данијел Тодоровић  |
| 8   | Србија | С        | Милош Николић      |
| 9   | Србија | Н        | Игор Тодоровић     |
| 10  | Србија | С        | Стефан Вељковић    |
| 11  | Србија | С        | Миљан Тодоровић    |
| 12  | Србија | Н        | Иван Стефановић    |

| Бр. |        | Позиција | Играч                   |
| --- | ------ | -------- | ----------------------- |
| 13  | Србија | Г        | Горан Тасић             |
| 14  | Србија | С        | Богдан Тодоровић        |
| 15  | Србија | Н        | Никола Тошић            |
| 16  | Србија | Н        | Александар Тодоровић    |
| 17  | Србија | С        | Милош Ђокић             |
| 18  | Србија | О        | Александар Митровић     |
| 19  | Србија | Н        | Александар Костадиновић |
| 20  | Србија | О        | Милан Пешић             |
| 21  | Србија | Н        | Дејан Анђелковић        |
| 22  | Србија | О        | Саша Мицић              |
| 23  | Србија | О        | Слободан Михајловић     |